# Itxaso Quintana
Itxaso Quintana Torres (Portugalete, Vizcaya, 13 de marzo de 1979) es una actriz de cine, teatro y televisión, cantante y bailarina española.
Ha trabajado en distintas producciones audiovisuales, películas y series, como El comisario (Telecinco), Amar es para siempre (Antena 3), Alardea (ETB1), El Internado: las Cumbres (Atresmedia) o Cristóbal Balenciaga (Disney+). También ha trabajado en varias obras de teatro y musicales.
En 2022 ganó el Premio Urregin por la obra Yo, la peor del mundo.

## Biografía
Nació en Portugalete. Se diplomó en magisterio musical en la Universidad del País Vasco (1997-2000). Se formó en danza y ballet desde pequeña. En 1999 y 2000 recibió una beca para formarse en el London Contemporary Dance School (LCDS) donde se formó con Kyle Sheldon, Linda Gibs, Hether Walter y Duncan McFarland. En interpretación se formó con Juan Carlos Corazza.
Entre 2000 y 2010 participó en diferentes teatros musicales de Madrid como Historia de un caballo (2001-2002) en el Teatro La Latina, Mamma Mía (2004-2007) en el Teatro Lope de Vega y La Bella y la  Bestia (2007-2008) en el Teatro Coliseum. En el año 2010 participó como concursante en el concurso Cántame Cómo Pasó de La 1, para elegir al reparto del musical basado en Cuéntame cómo pasó, resultando ganadora del concurso y uniéndose al reparto del musical.Entre 2011 y 2012 interpretó el musical Cántame Cómo Pasó, dirigido por Jaime Chávarri, en el Teatro Coliseum de la Gran Vía, en el papel de Inés Alcántara. Entre 2005 y 2006, se unió al reparto de Amar es para siempre de Antena 3, interpretando a Socorro.
En 2020 participó en la representación escénica Gabriel Arestiren etxea defendituko dut, dirigida por Calixto Bieito, representada en el Teatro Arriaga de Bilbao, junto a Mikel Losada, Miren Gaztañaga y Gabriel Ocina.
En 2022 participó en la película de animación Unicorn Wars, dirigida por Alberto Vázquez, poniendo voz al personaje protagonista.
Entre 2020 y 2022 representó el teatro musical Yo, la peor del mundo, como protagonista, interpretando al personaje de Sor Juana Inés de la Cruz. Por su papel en la representación ganó el Premio Urregin de Teatro.
En 2024 protagonizó la obra Esta tarde en Mentxaka, dirigida por Iñigo Cobo, junto con Diego Pérez, un thriller sobre hechos del pasado.

## Filmografía

### Televisión
- 2024, Go!azen, ETB1
- 2024, Cristóbal Balenciaga, Disney+
- 2022, El Internado: las Cumbres, Atresmedia
- 2020, Alardea, ETB1
- 2013, Entre amigos, TVE (Paula)
- 2010, Cántame Cómo Pasó, La 1 (concurso, ganadora)[1]
- 2005-2006, Amar es para siempre, Antena 3 (Socorro)
- 2003, El comisario, Telecinco
- 2000-2001, Betizu, ETB1 (bailarina)

### Cine
- 2024, Ya no quedan junglas, dir. Luis Gabriel
- 2022, ¡Cierra el pico!, dir. Aitzol Zubizarreta
- 2022, Unicorn Wars, dir. Alberto Vázquez[11][26]
- 2016, Lituania (con Almudena Cid y Mikel Losada)
- 2015, Zonbi Eguna, dir. Pedro Olea
- 2015, Bilbao-Bizkaia Ext: Día (corto)[27][28]
- 2014, Txarriboda, dir. Javier Rebollo (Maite)

### Teatro
- 2024, Esta tarde en Mentxaka, dir. Iñigo Cobo[29]
- 2023, Loti Ederrak[30]
- 2022, Good Sex, Maritxu!![31][32][33][34]
- 2021, Erbia eta dordoka[35]
- 2020, Yo, la peor del mundo, dir. Olga Margallo[13][36]
- 2020, Gabriel Arestiren etxea defendituko dut, dir. Calixto Bietio[9]
- 2019, Guridi y Sorozábal inéditos[37]
- 2019, Yo soy pichichi, dir. Patxo Telleria[38][39]
- 2013-2019, Cabaret chihuahua, dir. Felipe Loza
- 2018-2019, Pinotxo, dir. Maitane Zalduegi[40]
- 2017-2018, Sin vergüenzas, dir. Dorleta Urretabizkaia
- 2017-2018, Alicia en el país de las maravillas, dir. Maitane Zalduegi
- 2016, El sueño de una noche de verano, dir. Pablo Viar
- 2016, Tu jeta me inquieta (Edurne)[41]
- 2016-2017, Marikixkur, dir. Galder Pérez
- 2015, La viuda alegre, dir. Emilio Sagi
- 2015, Cyrano de Nueva Orleans, dir. Olga Margallo
- 2013, Los enamorados de Carlo Goldoni, dir. Marco Carniti
- 2013, Venus y adonis, dir. Pablo Viar
- 2012-2013, Asuntos pendientes en navidad, dir. Eva Ausín
- 2011-2012, El dúo de la africana, dir. Emilio Sagi
- 2011, Cántame Cómo Pasó, dir. Jaime Chávarri (musical basado en Cuéntame Cómo Pasó) (Inés Alcántara)
- 2010-2011, Cyrano de Nueva Orleans
- 2009, Cien puñados de rosas, dir. Paco Azorín
- 2007-2008, La bella y la bestia
- 2007, El musical del bosque, dir. Fermín Cabal
- 2004-2007, Mamma Mia, dir. Salvador Collado
- 2002, La zapatera prodigiosa
- 2001-2002, Historia de un caballo, dir. Salvador Collado
- 1999, Nortasuna
- 1996-1997, Fuego y brasas, dir. Joseba Gotzon

## Música
- 2005, Mamma Mia, El musical (CD), Universal.

## Premios

### Premios Urregin
| Año  | Categoría    | Por                   | Resultado | Referencias |
| ---- | ------------ | --------------------- | --------- | ----------- |
| 2022 | Mejor actriz | Yo, la peor del mundo | Ganadora  | [ 2 ]       |